# Elche de la Sierra
Elche de la Sierra è un comune spagnolo situato nella comunità autonoma di Castiglia-La Mancia.